# Südtiroler Wirtschaftszeitung
Die Südtiroler Wirtschaftszeitung ist eine deutschsprachige Wochenzeitung, die in der italienischen Provinz Südtirol erscheint.

## Allgemein
Die 1919 gegründete Südtiroler Wirtschaftszeitung (Kürzel: SWZ) erscheint als „Wochenblatt für Wirtschaft und Politik“ jeden Freitag in einer Auflage von durchschnittlich knapp 4.500 Stück. Die SWZ wird vorwiegend im Abonnement bezogen und zwar von Wirtschaftstreibenden aller Sparten, Freiberuflern und Managern sowie leitenden Mitarbeitern. Das Blatt wird vor allem wegen seiner Unabhängigkeit, Ausgewogenheit, seiner Analysen und kritischen Kommentare geschätzt.
Neben der klassischen Zeitung im Papierformat und der digitalen Version veröffentlicht die SWZ seit April 2021 jeden zweiten Freitag ihren eigenen Podcast "Die SWZ trifft".

## Herausgeber bzw. Eigentümer
Als Herausgeber zeichnet seit 1961 die „Neuer Südtiroler Wirtschaftsverlag GmbH“.
Diese Gesellschaft hat knapp über 100 Anteilseigner, zum Teil Firmen aller Sparten (der Großteil sind Industrie- und Handelsunternehmen), zum Teil Privatpersonen. Räumlich sind die Gesellschafter auf ganz Südtirol verteilt – von Innichen bis in den Vinschgau, vom Eisacktal bis ins Unterland.
Das Gesellschaftskapital war von Beginn an breit gestreut, und daran hat sich bis heute nichts geändert. Der Gesellschafter mit dem größten Anteil hält zirka sieben Prozent, die meisten haben einen halben, einen oder 1,5 Prozent-Anteil. Die SWZ versteht sich als unabhängig von Verbänden, und es gibt keine Gesellschafter und keine Branche, die aufgrund ihrer Beteiligung einen bestimmenden Einfluss hätten. Die Gesellschafter wählen alle drei Jahre einen Verwaltungsrat, der aus seiner Mitte den Präsidenten bestimmt. Das derzeitige Führungsgremium setzt sich zusammen aus Franz Staffler (Präsident), Andreas Eccel (Vizepräsident), Robert Weißensteiner, Heiner Oberrauch, Magdalena Amonn, Werner Gramm, Evelyn Kirchmaier, Stefan Rubner und Jakob Schramm.
Die SWZ finanziert sich selbst durch Erlöse aus dem Verkauf von Abos und Inseraten.

## Geschichte

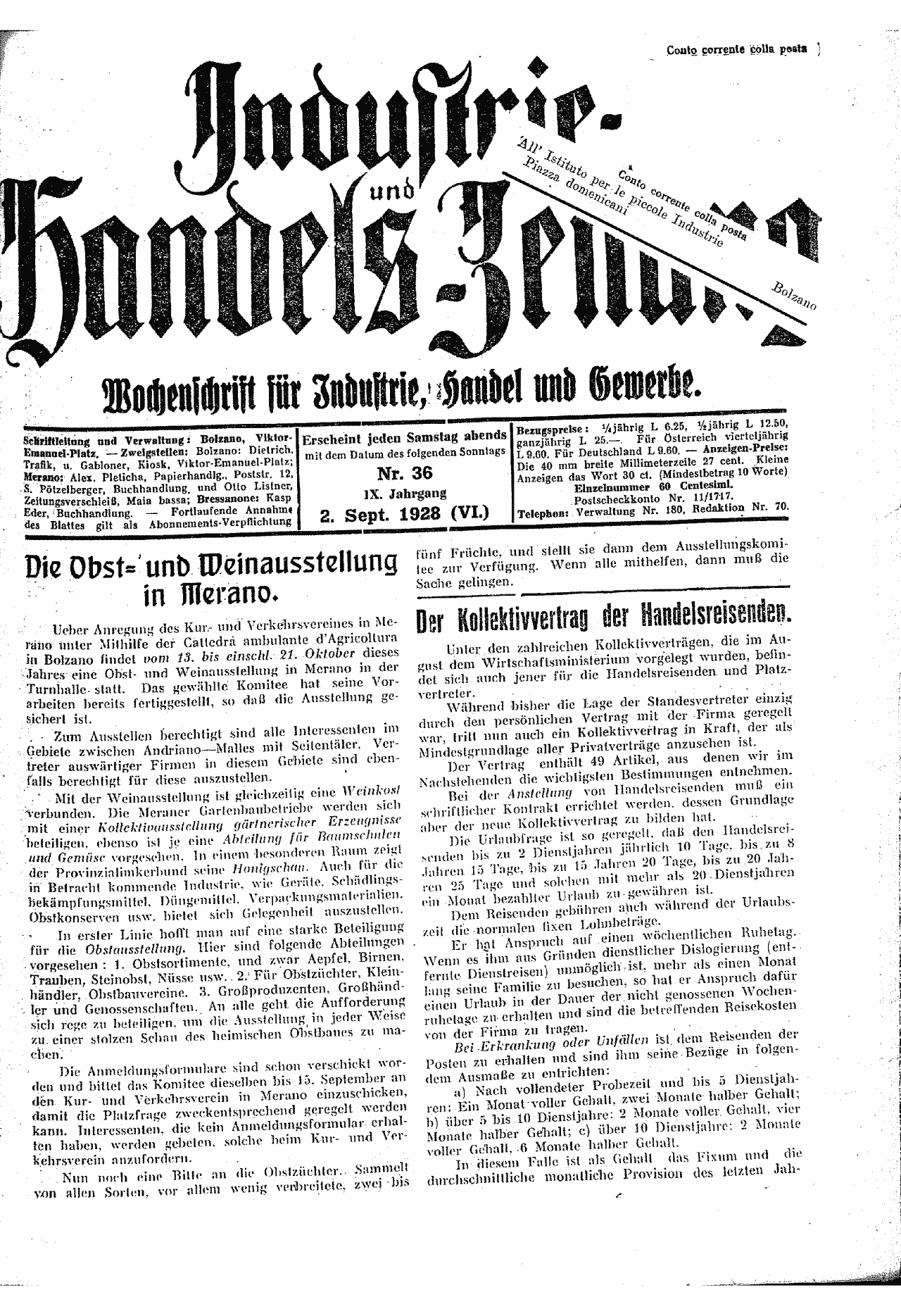
Titelblatt der Industrie- und Handels-Zeitung, Ausgabe vom 2. September 1928

Die Südtiroler Wirtschaftszeitung wurde 1919 unter dem Namen „Industrie- und Handels-Zeitung“ gegründet und verstand sich als „Wochenschrift für Industrie, Handel und Gewerbe, Vereinsorgan des Gewerbegenossenschaftsverbandes und anderer kaufmännischer und gewerblicher Organisationen des Landes“. Die Abspaltung Südtirols von Tirol hatte die gewerblichen Unternehmen nämlich abgeschnitten von den nördlich des Brenners erscheinenden Fachblättern, sodass eine Zeitung ins Leben gerufen wurde, die speziell Südtiroler Themen aufgriff, zumal das Land jetzt ja zu Italien gehörte und hier italienische Gesetze und Rahmenbedingungen galten. Als Schriftleiter fungierte Alois Santifaller. Das Blatt wurde bei Ferrari-Auer in Bozen gedruckt.
Wie andere deutschsprachige Publikationen wurde die Zeitung in der faschistischen Ära verfolgt und musste schließlich 1935 ihr Erscheinen auf Geheiß der Behörden einstellen. Am 5. Dezember 1945 erschien sie wieder, jetzt unter dem Namen „Südtiroler Wirtschaftszeitung – Wochenschrift für Handel, Gewerbe, Landwirtschaft und Genossenschaftswesen“.
Von 1972 bis 1979 wirkte der Bozner Kaufmann Fritz Führer als Chefredakteur.
Im Jahre 2019 feierte die Südtiroler Wirtschaftszeitung ihr 100-jähriges Jubiläum.